# Bünde
Bünde (pronunciat en alemany [bʏndə]) és un municipi del districte de Herford, a l'estat de Rin del Nord-Westfàlia, a Alemanya.

## Geografia
Bünde es troba entre Bielefeld (oest) and Hannover (est). El petit riu Else creua el poble.

### Divisions

Districtes de Bünde

Bünde es divideix en 12 districtes (dades de població de l'any 2005)
1. Bünde (centre) (11,163 habitants)
2. Ennigloh (9,146 habitants)
3. Spradow (4,832 habitants)
4. Südlengern (4,610 habitants)
5. Dünne (4,165 habitants)
6. Holsen (3,762 habitants)
7. Hunnebrock (3,329 habitants)
8. Ahle (2,060 habitants)
9. Bustedt (1,751 habitants)
10. Hüffen (1,653 habitants)
11. Werfen (934 habitants)
12. Muckum (853 habitants)

## Ciutats agermanades
- Jakobstad ( Finlàndia)
- Leisnig ( Alemanya)

## Història
Bünde és mencionada per primera vegada com a Buginithi, l'any 853. Té una de les esglésies més antigues de Westfàlia, la Laurentiuskirche (fundada vers els anys 778 - 840).
A Doberg s'hi han trobat fòssils d'uns 30 milions d'anys, incloent el crani d'una balena dentada (concretament una Easqualadon langewieschei) i l'esquelet d'un manatí (concretament un Anemotherium langewieschei). Ambdós van ser trobats el 1911-1912 per Friedrich Langewiesche, que esdevingué ciutadà d'honor de Bünde. Els fòssils es troben avui en dia al Museu de Doberg de Bünde.

## Indústria
Les principals indústries són les manufactures de mobles de cuina i cigars.
El poble és sovint sobreanomenat la Caixa de Cigars d'Alemanya (Zigarrenkiste Deutschlands en alemany). També s'hi produeixen molts productes relacionats amb el tabac com ara pipes i caixes per a tabac. La indústria i els museus del tabac de Westfàlia tenen el seu centre neuràlgic a la ciutat.